# Gunnar Matysiak
Gunnar Matysiak ist ein deutscher Maler, Grafiker und Illustrator. Er wurde durch Illustrationen von Kinderbüchern, insbesondere des Kinderbuchklassikers Rennschwein Rudi Rüssel von Uwe Timm bekannt.

## Leben
Geboren in Ostfriesland zog er als Kind mit seiner Familie nach Hagen und begann dort bereits in jungen Jahren mit Auftragsarbeiten und städtischen Ausstellungen. Nach einer Ausbildung zum Dekorateur, einem Grafikdesign- und anschließendem Pädagogik-Studium arbeitete er neben seiner Tätigkeit als freier Künstler als Kunst- und Werklehrer an Realschulen und Gymnasien sowie als Dozent an der Fachhochschule Wuppertal.
Mitte der 1970er Jahre ging er nach Amerika und gründete in Huntington sein eigenes Designstudio. Im Amerika lernte er seine zukünftige Ehefrau Loretta kennen. Einige Jahre später kehrte er mit ihr und dem ersten von später drei Kindern, Tochter Amy, nach Deutschland zurück. In den 1980er Jahren arbeitete der als freier Art Direktor für verschiedene Werbeagenturen, für Fernsehanstalten (ARD) sowie für Buch- und Zeitschriftenverlage. 1978 gründete er gemeinsam mit Albrecht Michael Barth die Firma „Matysiak & Barth Art Direction“, die er ab 1984 alleine als „SGM Werbeagentur“ in Weyarn weiter führte. Diese wird mittlerweile in zweiter Generation von seiner Tochter Johanna als „SGM 2“ in München weitergeführt.
Nachdem er 1982 das erste Kinderbuch von Uwe Timm „Die Zugmaus“ für die ARD verfilmte, illustrierte er das 1983 erschienene zweite Kinderbuch  Die Piratenamsel von Uwe Timm. 1989 arbeitete er erneut mit dem Autor zusammen. Das Kinderbuch Rennschwein Rudi Rüssel bekam nach dem „Deutschen Jugendliteratur Preis“ viele internationale Auszeichnungen, wurde weltweit erfolgreich und 1994 mit Ulrich Mühe und Iris Berben in den Hauptrollen, verfilmt. In Deutschland erschien 2014 bereits die 26. Auflage mit über 1.100000 Exemplaren im Deutschen Taschenbuch Verlag (dtv junior).
Neben der Tätigkeit als Grafiker, für die er unter anderem mehrfache Auszeichnungen des Art Directors Club Deutschland erhielt, ist er heute als Werbedesigner, Künstler und Lehrer tätig.

## Werke (Auswahl)
Illustrationen zu folgenden Kinderbüchern:
- Die Piratenamsel (1983); Text von Uwe Timm
- Das vergisst du nie, und wenn du hundert wirst (1987); Text von Konrad Horschik
- Rennschwein Rudi Rüssel (1989); Text von Uwe Timm
- Mein Freund David (1990); Text von Peter Sichrovsky
- Die Fibel mit dem Luftballon (1992); Text von Isolde Wölker und Erika Zahn
- Erzählen und kein Ende. Versuche zu einer Ästhetik des Alltags (1993); Text von Uwe Timm
- Easy und Scheer (1995) Text von Gerd Fuchs
- Der Schatz auf Pagensand (1995); Text von Uwe Timm

Text und Fotografie:
- Erlebnis Achenseebahn (2004)

Film:
- Animationsfilm „Die Zugmaus“ Drehbuch und Regie nach dem Kinderbuch von Uwe Timm (ARD 1982)
- Bildergeschichte „Hannes und die Luftfische“ von Michael Hatry Illustrationen Gunnar Matysiak (ARD 1991)
- Kasperls Traumfahrt (ARD 1991)
- Bildergeschichte „Krähenflügelland“ Text, Drehbuch und Illustrationen Gunnar Matysiak (ARD 1992)
- Didaktischer Spielfilm „Chaos Family“ Drehbuch und Regie Gunnar Matysiak (W.L. Gore 1994)